# دره قادیشا

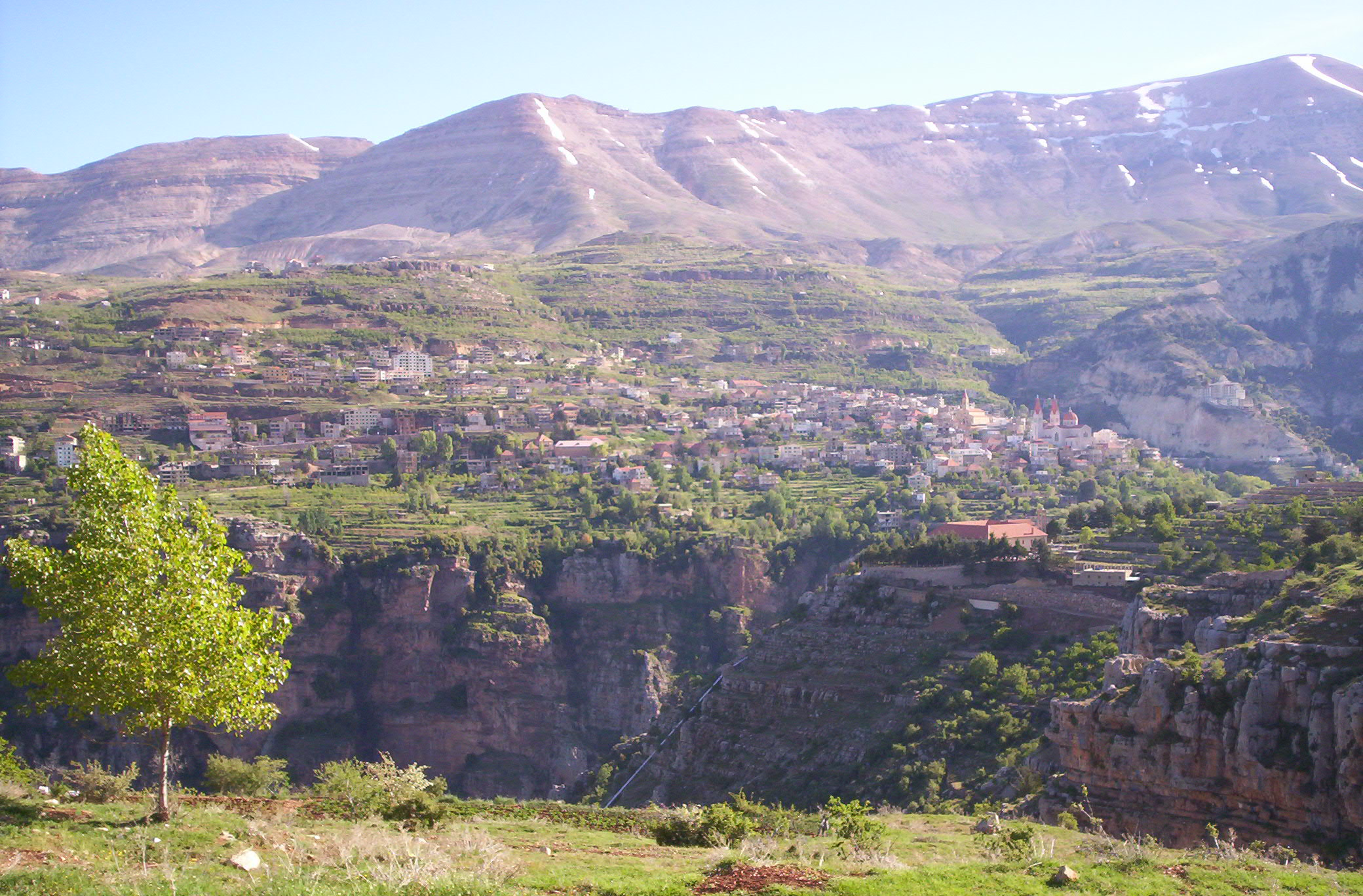
بشری

دره قادیشا (عربی: وادی قادیشا)، و همچنین شناخته شده به عنوان تنگه کادیشا یا وادی کادیشا (فرانسوی: Ouadi Qadisha‎)، تنگه ای است که در مناطق شهرستان بشری و شهرستان زغرتا دراستان شمالی لبنان قرار دارد. این دره توسط رودخانه کادیشا تراشیده شده‌است که با رسیدن به طرابلس به نهر ابوعلی نیز معروف است. کدیشا در زبان آرامی به معنی «مقدس» است و دره ای است که گاهی اوقات آن را دره مقدس می‌نامند. در این دره قرن‌ها جوامع صومعه ای مسیحی پناه گرفته‌اند. این دره در دامنه کوه المکمال در شمال لبنان واقع شده‌است.
یکپارچگی دره به دلیل تجاوز به سکونتگاه‌های انسانی، ساختمان غیرقانونی و فعالیت‌های متناقض حفاظت در معرض خطر است. اگرچه هنوز در فهرست «در معرض خطر» یونسکو قرار نگرفته‌است، هشدارهایی داده شده‌است که ادامه تخلفات ممکن است منجر به این مرحله شود.

## جغرافیا
رودخانه مقدس، نهر قدیشا، در فاصله ۳۵ کیلومتری از سرچشمه خود در غاری (غار) کمی در پایین جنگل سروهای خدا از طریق دره عبور می‌کند.
کناره‌های این دره صخره‌های شیب داری است که غارهای زیادی را در خود جای داده‌است، غالباً بیش از ۱۰۰۰ متر و دسترسی به آنها دشوار است. دیدنی‌ترین بخش دره تقریباً بیست کیلومتر بین بشری، زادگاه جبران خلیل جبران و تورزا امتداد دارد.
اینجاست که رود مقدس، نهر قدیشا، جریان دارد و منبع آن در کوهی مقدس است که در کتاب مقدس جشن گرفته شده‌است.

## تاریخ
بسیاری از غارهای طبیعی دره قادیشا به عنوان پناهگاه و برای تدفین تا دوره پارینه‌سنگی استفاده می‌شده‌است. به خصوص Aassi Hauqqa (غار)، در نزدیکی Hawqa، لبنان، موارد باستانی به دست آورده‌است که دوره‌های استفاده از پارینه سنگی، روم باستان و قرون وسطی را نشان می‌دهد.

### مومیایی‌های قدیشا
هشت مومیایی طبیعی روستاییان مارونی که از حدود سال ۱۲۸۳ ه‍.ق به خوبی حفظ شده‌اند توسط فادی بارودی، پیر ابی عون، پل کهاواجا و آنتوان غاوچ، تیمی از متخصصان علم غارشناسی از سازمان علمی GERSL در دره قادیشا بین سالهای ۱۹۸۹ و ۱۹۹۱ کشف شدند. اینها در غار Asi-al Hadath به همراه با تعداد زیادی از مصنوعات یافت شده‌است.

### سایت میراث جهانی
در سال ۱۹۹۸، یونسکو این دره را به دلیل اهمیت آن به عنوان محل استقرار قدیمی‌ترین راه‌های مسیحی در جهان، و نمونه مداوم ایمان اولیه مسیحیان، به فهرست میراث جهانی افزود.

## رهبانیت مسیحی در دره

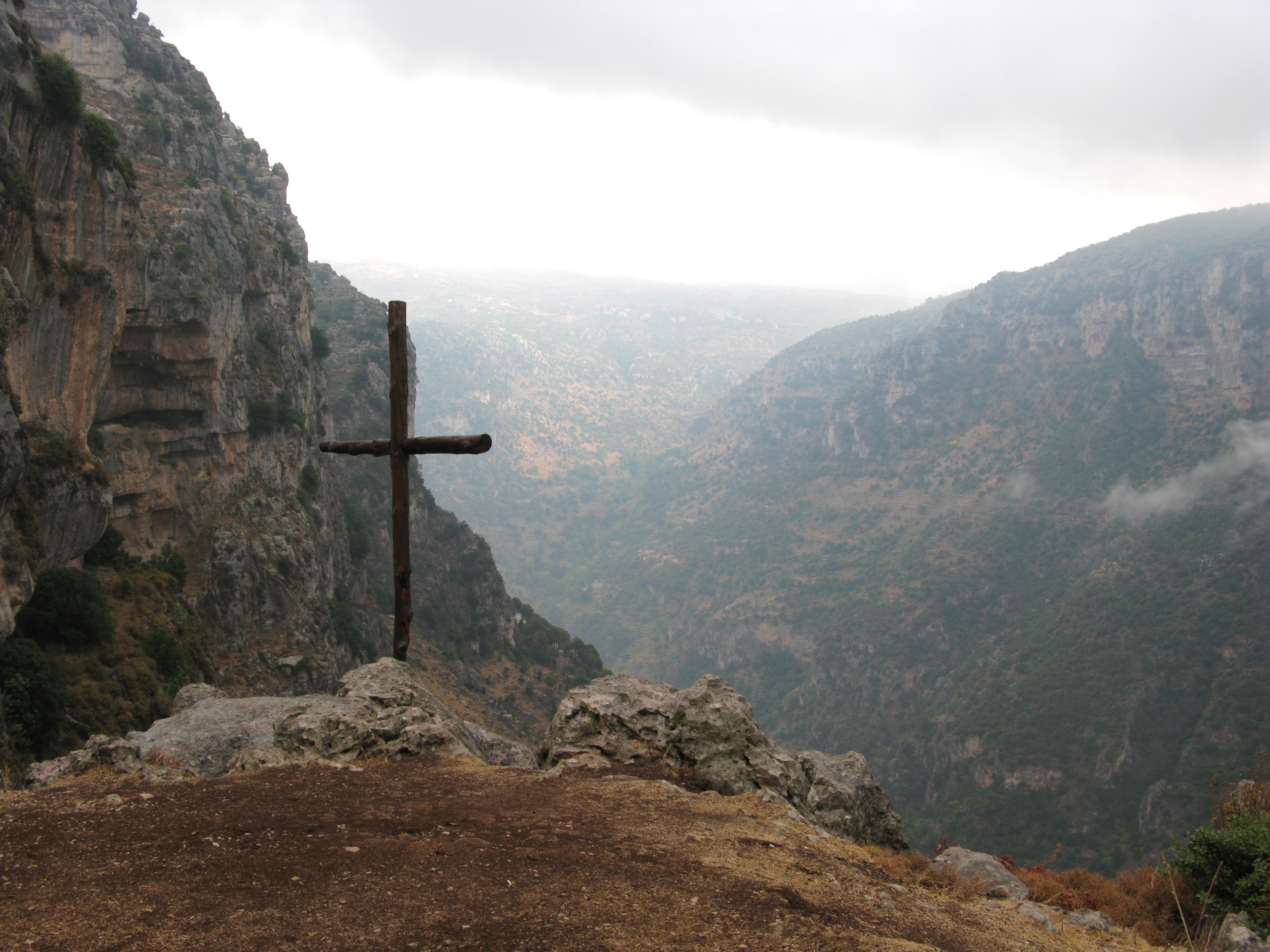
صلیبی در نزدیکی صومعه قوزایا
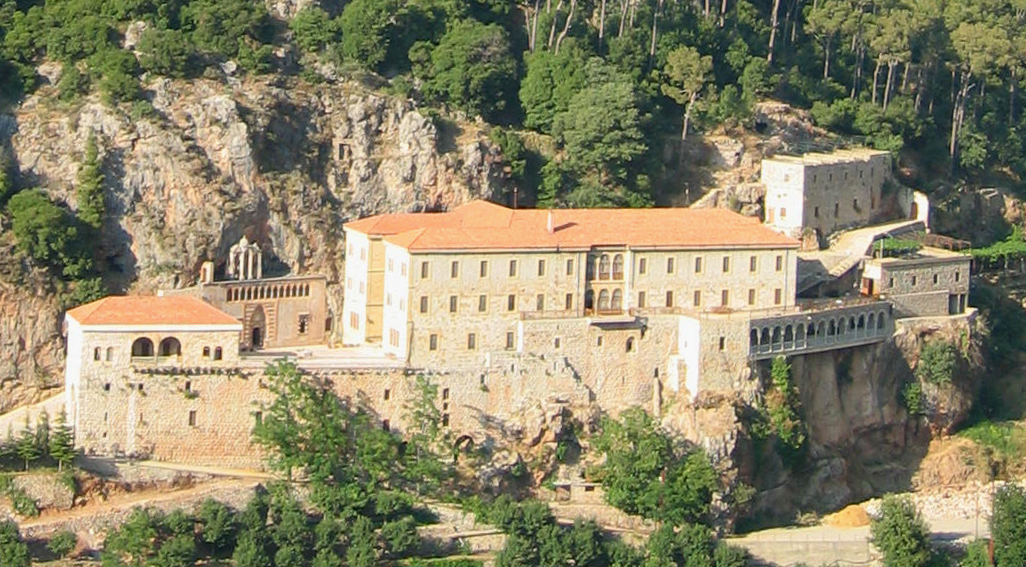
صومعه قوزایا در ژوئیه ۲۰۰۳
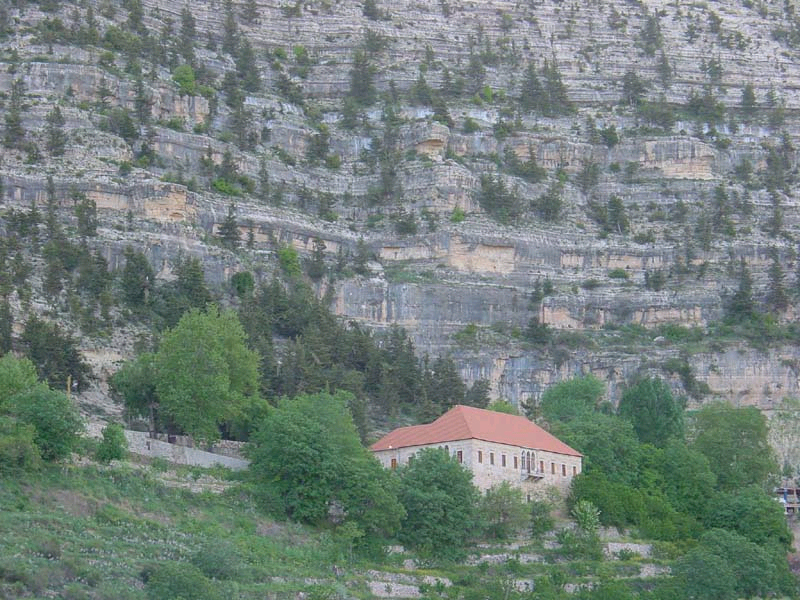
صومعه مقدسین سارکیس و باخوس احدن
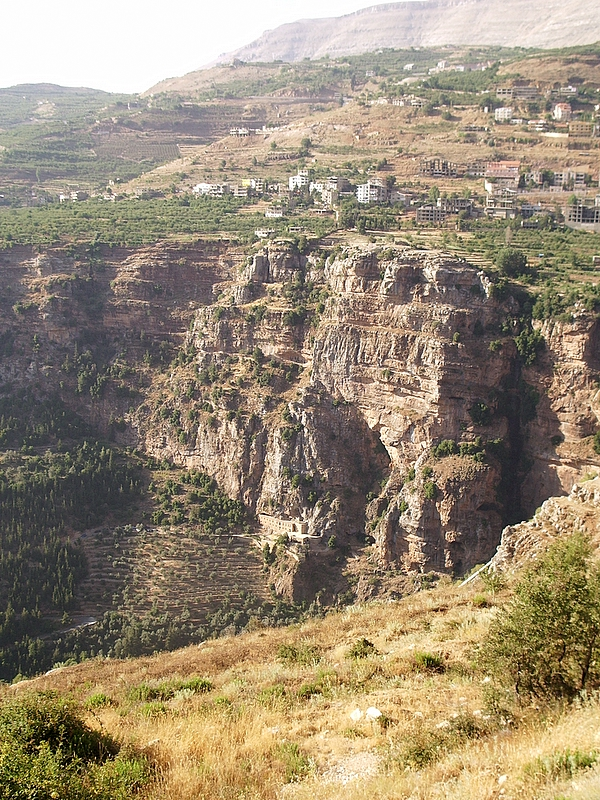
صومعه مار الیشا که بر روی صخره قرار دارد.